# Marquay (Dordogna)
Marquay è un comune francese di 591 abitanti situato nel dipartimento della Dordogna nella regione della Nuova Aquitania.

## Società

### Evoluzione demografica
Abitanti censiti